# 仙台市立七郷小学校
仙台市立七郷小学校（せんだいしりつ しちごうしょうがっこう）は、宮城県仙台市若林区にある公立小学校である。

## 概要
- 仙台市東部の荒井地区に七郷小学校がある。主に仙台東部道路近辺が学区となっている。

## 沿革
- 1873年（明治6年）6月24日 - 開校。当時の校名は第七大学区第一中学区第九小学区荒井小学校。
- 1884年（明治17年）4月 - 第七大学区第二中学区第二十三小学区荒井小学校に改称。
- 1886年（明治19年）12月 - 荒井尋常高等小学校に改称。
- 1889年（明治22年）4月 - 荒井・南小泉・荒浜の三小学校を合併し、七郷高等尋常小学校と改称。
- 1941年（昭和16年）4月 - 国民学校令施行と七郷村の仙台市への合併により、仙台市七郷国民学校に改称
- 1947年（昭和22年）4月 - 新学制施行により、仙台市立七郷小学校に改称。
- 1955年（昭和30年）4月 - 仙台市で初の特殊学級が導入。
- 1981年（昭和56年）4月 - 蒲町小学校が分離し開校。
- 2002年（平成14年）4月 - 新校舎完成。
- 2004年（平成16年）4月 - 南中ソーランを、6年生の伝統に。
- 2004年（平成16年）4月 - 校庭整備が完了。
- 2007年（平成19年）4月 - プレハブ校舎増築。
- 2011年（平成23年）
  - 3月11日 - 午後に発生した東日本大震災により、校舎に大きな被害が出た。
  - 4月 - 東日本大震災で、被害の大きいプレハブ校舎の撤去。また、体育館が使用禁止になる。これにより、入学式や卒業式は場所を変えて行なわれた。
- 2013年（平成25年）9月 - プレハブ校舎の再建。
- 2014年（平成26年）4月 - 文部科学省からの研究開発校指定。
- 2016年（平成28年）4月 - 仙台市立荒浜小学校を併合。
- 2020年（令和2年）4月 - 仙台市立荒井小学校[1]が分離開校[2]。

## 学区
特記無き地区は全域
- 荒井1丁目（12番以降）
- 荒井3丁目
- 荒井6丁目
- 荒井7丁目
- 荒井8丁目
- 荒井東1丁目
- 荒井東2丁目
- 荒井南
- 荒浜新1丁目
- 荒浜新2丁目
- 荒井（字梅ノ木、字沖谷地、字川田の一部、字東の一部及び字南田中を除く）
  - 「字◯◯の一部」と記載されている詳細な地番については、仙台市教育委員会まで要問い合わせ。
- 荒浜
- 長喜城

## 卒業後
- 七郷中学校